# 대호교통
대호교통은 부산광역시 강서구에 있는 마을버스 운송업체이다. 

## 차고지
- 부산광역시 강서구 제도로 593 (강동동) (본사)

## 운행 노선
- 강서15번 (하단역 ~ 강서구청)(중간길에 공사중)

- 강서15-1번 (강서구청역 ~ 중곡)(중곡은  시골)
- 강서19번 (강서구청 ~ 모라주공아파트)